# Michał Kwiatkowski (koszykarz)
Michał Piotr Kwiatkowski (ur. 9 marca 1992 w Warszawie) – polski koszykarz, występujący na pozycji rozgrywającego, obecnie zawodnik Zagłębia Sosnowiec.
8 sierpnia 2018 został zawodnikiem II-ligowego Zagłębia Sosnowiec.

## Osiągnięcia
Stan na 28 stycznia 2018, na podstawie, o ile nie zaznaczono inaczej.
Drużynowe
- Wicemistrz Polski juniorów starszych (2011)
- Zdobywca pucharu Polski PZKosz (2017)[3]

Indywidualne
- Najlepszy Młody Zawodnik PLK (2011 według dziennikarzy)[4]
- Zaliczony do I składu mistrzostw Polski juniorów starszych (2011)

Reprezentacja
- Wicemistrz Europy U–18 Dywizji B (2009)
- Uczestnik mistrzostw Europy:
  - U–16 (2008 – 14. miejsce)
  - U–18 (2009 – dywizji B, 2010 – 6. miejsce)
  - U–20 Dywizji B (2011 – 9. miejsce)